# 瘤果芹
瘤果芹（学名：Trachydium roylei）是伞形科瘤果芹属的植物。分布于印度以及中国大陆的四川等地，生长于海拔3,300米至5,600米的地区，见于山地中，目前尚未由人工引种栽培。

## 别名
粗子草（拉汉种子植物名称）